# Draghi (Warcraft)

Alexstrasza, la "Regina dei Draghi", in un trailer del videogioco Heroes of the Storm

I draghi sono una razza di creature dell'universo di Warcraft, creato da Blizzard Entertainment. Ispirati ai draghi della letteratura fantastica classica, sono stati introdotti in Warcraft II: Tides of Darkness, e la loro storia è stata successivamente molto sviluppata nel videogioco World of Warcraft e in altro materiale della serie di Warcraft, come fumetti e romanzi. 

## Descrizione
In linea con la letteratura classica e le rappresentazioni fantasy più moderne, i draghi sono grandi rettili squamati, quadrupedi e dotati di ali membranose. Sono creature estremamente intelligenti, dotate di una proprio lingua (il draconico) e capaci di usare la magia. Inoltre, i draghi possono attaccare i nemici soffiando contro di loro fuoco, sabbia, ghiaccio o altro.
Sono divisi in stormi, di cui cinque principali caratterizzati da diversi colori (draghi rossi, verdi, blu, neri e bronzei); sebbene i vari stormi differiscano molto per storia e ideologia, dal punto di vista puramente anatomico i loro membri sono molto simili, con minime differenze. Ognuno dei cinque stormi principali è dominato da un "Aspetto Draconico", ovvero un drago che ha il dominio su qualche aspetto della realtà di Azeroth.
I draghi sono mutaforma, e possono assumere a piacere l'aspetto di membri di altre razze, quali elfi della notte, umani, gnomi o elfi del sangue.

### Stormi
- Stormo blu (blue dragonflight): composto da draghi con scaglie di colore blu, in grado di sputare energia arcana; lo stormo era guidato da Malygos e, dopo la sua morte, da Kalecgos, ma è stato dissolto dopo la sconfitta di Alamorte.
- Stormo bronzeo (bronze dragonflight): composto da draghi con scaglie di colore bronzo, in grado di sputare sabbia; è guidato da Nozdormu. I draghi bronzei erano in grado di vedere perfettamente il passato e il futuro e di viaggiare nel tempo; da dopo la sconfitta di Alamorte, la loro conoscenza dei flussi temporali è divenuta imperfetta[3].
- Stormo nero (black dragonflight): composto da draghi con scaglie di colore nero, in grado di sputare magma. Guidato da Neltharion, poi noto come "Alamorte", lo stormo venne corrotto dagli Dei Antichi e tradì gli altri. I draghi neri sono stati quasi completamente sterminati nel periodo successivo al Cataclisma.
- Stormo rosso (red dragonflight): composto da draghi con scaglie di colore rosso, in grado di sputare fuoco, che può sia bruciare, sia portare vita; è guidato da Alexstrasza.
- Stormo verde (green dragonflight): composto da draghi con scaglie di colore verde, in grado di sputare acido, gas o altro ancora. È stato guidato da Ysera fino alla sua morte durante la guerra contro l'Incubo di Smeraldo.
- Stormo cromatico (chromatic dragonflight): stormo di draghi con scaglie di colore viola, creato dal drago nero Nefarian combinando il sangue dei membri dei cinque stormi principali assieme[4]. La maggioranza dei draghi cromatici venne distrutta durante la sconfitta di Nefarian.
- Stormo del crepuscolo (twilight dragonflight): stormo creato da Sintharia, consorte di Alamorte, modificando magicamente le uova di altri stormi di draghi[5].
- Stormo dell'infinito (infinite dragonflight): composto da draghi di colore nero-grigio con striature azzurre, complotta per stravolgere la linea temporale di Azeroth ed è comandato da Murozond, una versione futura corrotta di Nozdormu: lo stormo è stato sconfitto, e Murozond ucciso, nel periodo successivo al Cataclisma[6].
- Stormo di alafatua (netherwing dragonflight): stormo composto da draghi parzialmente incorporei, infusi di energie della Distorsione Fatua; è nato da uova di drago nero mutate dopo la trasformazione di Draenor nelle Terre Esterne[7].

## Storia

### Le origini e gli Aspetti Draconici
I draghi si sono evoluti dai proto-draghi, bestie selvagge e primitive comparse su Azeroth dopo la partenza dei Titani (a loro volta, i proto-draghi sono probabilmente evoluzioni di elementali dalle fattezze draconiche). 
Ad un certo punto, cinque grandi proto-draghi particolarmente grandi e intelligenti, Alexstrasza, Ysera, Malygos, Neltharion e Nozdormu, vennero convinti dal custode titanico Tyr ad unire le forze per sconfiggere Galakrond, un mostruoso proto-drago che minacciava l'equilibrio del pianeta: cooperando essi riuscirono ad ucciderlo. Colpiti da ciò che i cinque proto-draghi erano riusciti a compiere, gli altri custodi titanici decisero di designarli quali protettori di Azeroth, nominandoli Aspetti Draconici (Dragon Aspects): essi invocarono i Titani, infondendo parte dei loro poteri nei cinque proto-draghi, il che modificò anche i loro corpi, rendendoli più forti e aggraziati e cambiandone il colore. Inoltre, i custodi alterarono magicamente anche diverse uova di proto-drago, dalle quali sarebbero poi emerse creature simili ai neonati Aspetti: i primi draghi. I cambiamenti furono i seguenti:
- Alexstrasza ricevette da Eonar, tramite la custode Freya, il compito di proteggere tutte le creature viventi, e divenne nota come "la Protettrice della Vita"; venne inoltre nominata "Regina dei Draghi" in generale
- Ysera ricevette da Eonar, tramite la custode Freya, il compito di vegliare sul Sogno di Smeraldo e le terre selvagge di Azeroth; posta in uno stato perenne di trance, divenne nota come "la Sognatrice"
- Malygos ricevette da Norgannon, tramite il custode Loken, il compito di esplorare la magia e vegliare sul suo uso corretto, e divenne noto come "il Plasmamagie"
- Neltharion ricevette da Khaz'goroth, tramite il custode Archaedas, il compito di proteggere le catene montuose e il sottosuolo di Azeroth, e divenne noto come "il Custode della Terra"
- Nozdormu ricevette da Aman'thul, tramite il custode Ra, il compito di sorvegliare lo scorrere del tempo, e divenne noto come "il Senzatempo"

### La Guerra degli Antichi
In seguito Neltharion e tutto lo stormo nero vennero corrotti dagli Dei Antichi che erano imprigionati nelle profondità della terra, e cominciarono quindi a complottare contro gli altri draghi e le razze mortali. Quando la Legione Infuocata tentò di invadere Azeroth dando inizio alla Guerra degli Antichi, i draghi rimasero dapprima neutrali, avendo sottovalutato la gravità della situazione, ma più tardi decisero di intervenire. Approfittando dell'occasione, Neltharion convinse gli altri Aspetti Draconici a forgiare un artefatto chiamato "Anima dei Draghi", che avrebbe dovuto contenere parte dell'essenza di tutti gli Aspetti; all'insaputa degli altri egli non vi infuse la propria e l'artefatto, quindi, risultava invulnerabile per i membri degli altri quattro stormi, e poteva essere usato per controllarli o danneggiarli, mentre così non era per lo stormo nero. Quando i draghi scesero in campo, Neltharion scatenò il potere dell'Anima dei Draghi contro i demoni, sterminandone in gran numero, ma subito dopo lo rivolse anche contro i membri della resistenza: sconvolti, gli altri draghi tentarono di fermarlo, ma furono a loro volta falcidiati e costretti alla fuga. 
Seriamente danneggiato dall'eccessivo potere dell'Anima dei Draghi, anche lo stesso Neltharion fu costretto a ritirarsi; il druido Malfurion Grantempesta riuscì a sottrargli l'artefatto, che venne nascosto dopo la guerra. Da quel momento, l'Anima dei Draghi venne rinominata "Anima dei Demoni", e Neltharion divenne noto come "Alamorte"; di lui non si seppe più nulla per oltre diecimila anni, ma col suo tradimento egli spezzò completamente il dominio dei draghi su Azeroth e condannò anche gli stessi draghi neri: essi infatti, oltre a lottare tra di loro per il controllo dello stormo, vennero cacciati dagli altri fino quasi all'estinzione. 
I draghi blu, che erano stati i primi a tentare di fermare Alamorte, avevano subìto perdite gravissime, e lo stesso Malygos era rimasto gravemente ferito. La morte di così tanti membri del suo stormo, tra cui la sua consorte Sindragosa, e la consapevolezza di essere stato un gran sostenitore dell'idea di creare l'Anima dei Draghi, pesarono gravemente sulla salute mentale di Malygos, che si recluse nella sua tana a Ibernia, il Nexus; privati della sua guida, molti altri draghi blu vennero successivamente uccisi da quelli neri, ma la sopravvivenza dello stormo venne assicurata dal drago rosso Korialstrasz, che mise al sicuro alcune uova. Poiché i draghi blu non erano più in grado di assolvere al loro compito come prima, furono i draghi rossi ad occuparosi di raccogliere e sorvegliare gli artefatti magici al loro posto. 

### Dalla Separazione in poi
Dopo la Separazione, il cataclisma che sconvolse Azeroth alla fine della Guerra degli Antichi, Alexstrasza, Ysera e Nozdormu crearono e benedissero l'Albero del Mondo Nordrassil che, tra le altre cose, garantiva l'immortalità agli elfi della notte. Un gruppo di draghi verdi si alleò anche con gli elfi della notte di Loreth'Aran (sull'Isola di Brumacremisi), formando i Cavalieri di Draghi di Loreth'Aran; essi vennerò però sterminati dai draghi neri.
Al di là di questo, i draghi verdi continuarono a svolgere il loro compito, presidiando i portali verso il Sogno di Smeraldo; tuttavia, 4.500 anni dopo la Separazione, gli Dei Antichi riuscirono a corrompere parte del Sogno, creando l'Incubo di Smeraldo: lo stormo verde si trovò quindi a combattere una battaglia continua contro questo male, che portò alla follia molti dei suoi membri. Migliaia di anni dopo, Ysera intervenne per impedire ai troll Atal'ai di evocare il dio del sangue Hakkar nella Palude del Dolore, e un manipolo di draghi verdi rimase a fare la guardia al sito, tra cui il suo consorte Eranikus; anch'essi però finirono per essere corrotti dall'Incubo. 
Novemila anni dopo la Guerra degli Antichi, gli elfi della notte chiesero aiuto ai draghi bronzei per sconfiggere le armate di qiraji e silitidi comandate da C'Thun; essi inizialmente rifiutarono, ma cambiarono ben presto idea quando gli insettoidi attaccarono la loro base, le caverne del tempo di Tanaris. Essi scesero quindi in campo nella Guerra delle Sabbie Mutevoli, chiamando a raccolta anche dei contingenti dagli stormi rosso, verde e blu e, con la forza combinata dei draghi e degli elfi, le orde insettoidi vennero respinte, ma non senza perdite.

### Dalla Seconda Guerra in poi
I draghi non presero parte attivamente alla Prima Guerra, e non lo avrebbero fatto nemmeno durante la Seconda, se l'Anima dei Demoni non fosse stata improvvisamente riportata alla luce: Alamorte scoprì infatti il suo nascondiglio e, non potendo usarla personalmente, la fece trovare agli orchi del clan Fauci di Drago. Alexstrasza, percependo che era stata sottratta, andò a rintracciarla scortata da altri draghi del suo stormo, ma Nekros usò il potere dell'artefatto per soggiogarla, rinchiudendola a Grim Batol; ogni volta che gli altri draghi rossi tentavano di salvarla, Nekros la torturava con l'artefatto e, con questa tattica, l'orco riuscì a sottomettere praticamente tutto lo stormo rosso, i cui membri furono costretti a fungere da cavalcature volanti per l'Orda contro l'Alleanza. 
Dopo la sconfitta dell'Orda durante la Seconda Guerra, Alamorte riuscì a raggiungere Draenor insieme ad altri draghi neri, portandovi anche diverse uova; qui, tuttavia, l'ex Aspetto della Terra venne attaccato da Gruul, il signore dei gronn, assistito da alcuni membri dell'Alleanza, e fu costretto a ritirarsi nuovamente su Azeroth. Anche gran parte dei draghi che l'avevano seguito vennero uccisi dai gronn e, quando Draenor si trasformò nelle Terre Esterne a causa degli incantesimi di Ner'zhul, le loro uova rimaste sul pianeta vennero modificate dalle energie arcane della Distorsione Fatua, dando origine allo stormo di alafatua.
Nel frattempo, il controllo sullo stormo rosso aveva permesso al clan Fauci di Drago di sopravvivere alla disastrosa caduta dell'Orda. La prigionia di Alextrasza terminò, ironicamente, a causa di Alamorte: volendo appropriarsi di alcune delle uova della Regina dei Draghi, egli inviò a Nekros delle visioni fasulle che mostravano l'Alleanza invadere Grim Batol, e fece anche in modo che un piccolo gruppo di membri dell'Alleanza (tra cui Rhonin, Vereesa Ventolesto e Falstad Granmartello) entrasse effettivamente nella fortezza. Spaventato, Nekros decise di abbandonare la fortezza e di far spostare tutto il clan a Dun Algaz, una serie di grotte tra le Paludi Grigie e Loch Modan, portando con sé anche Alexstrasza: appena uscirono allo scoperto Alamorte attaccò gli orchi, ma nel parapiglia Alexstrasza riuscì a spezzare le proprie catene, divorando Nekros, e Rhonin distrusse l'Anima dei Demoni; di nuovo al pieno delle forze, la Regina dei Draghi e gli altri tre Aspetti, che si unirono prontamente a lei, costrinsero Alamorte ad una fuga precipitosa. Inoltre Alexstrasza, al pieno dei suoi poteri della vita, aiutò i draghi blu a rinfoltire le proprie file.
Mentre Alamorte recuperava le forze a Rocciafonda, il piano elementale della terra, gli altri draghi neri continuavano a complottare e seminare discordia tra i mortali: suo figlio Nefarian prese il controllo dell'Orda Oscura, e nella sua base in cima al Massiccio Roccianera si cimentò in terrificanti esperimenti sui draghi, creando lo stormo cromatico, ma agenti dell'Orda uccisero sia lui, sia gran parte delle sue bestiali creazioni. Nel frattempo Onyxia, sorella di Nefarian, si infiltrò alla corte di Roccavento sotto la falsa identità di Katrana Prestor, e riuscì a trasformare re Varian Wrynn in un proprio burattino: anche il suo piano venne però sventato, ed essa venne uccisa nella sua tana nelle Acquemorte.

### Dalla riapertura del Portale Oscuro in poi
Dopo la riapertura del Portale Oscuro, il drago blu Tyrygosa si recò nelle Terre Esterne per studiare i draghi di alafatua, e tornò poi su Azeroth portandone alcuni con sé al Nexus perché venissero curati e seguiti; essi, tuttavia, attaccarono i draghi blu per ottenere il controllo della magia del Nexus, e nella battaglia che seguì Malygos li assorbì dentro di sé: le loro energie contribuirono, col tempo, a restituirgli le forze e la sanità mentale. 
Solo uno di quei draghi di alafatua, Zzeraku sfuggì a Malygos, ma poco dopo cadde prigioniero di Sintharia, l'ultima rimasta delle consorti di Alamorte: ella combinò le energie di Zzeraku con il potere di alcuni artefatti (tra cui i frammenti dell'Anima dei Demoni) per creare lo stormo dei draghi del crepuscolo; un manipolo di eroi guidato da Korialstrasz e Kalecgos la uccise assieme a gran parte dei suoi "figli", ma alcuni di essi sopravvissero e vennero recuperati dallo stesso Alamorte, che portò avanti il lavoro della sua consorte defunta.
Alcuni anni dopo la Terza Guerra, il signore dei draghi bronzei Nozdormu si accorse che una forza ignota stava tentando di cambiare il corso della storia, modificando ciò che era accaduto durante la Guerra degli Antichi; egli inviò nel passato Korialstrasz, Rhonin e l'orco Broxigar per ripristinare la linea temporale, e fatto ciò si immerse personalmente nei flussi del tempo per indagare sull'origine dell'anomalia, scomparendo al loro interno per anni. Gli stessi agenti tentarono di manomettere altri eventi chiave della storia di Azeroth, fra cui la fuga di Thrall da Forte Durnholde, l'apertura del Portale Oscuro e la battaglia del Monte Hyjal, e Nozdormu scoprì che i responsabili erano i "draghi dell'infinito", uno stormo sovversivo guidato da "Murozond", una versione futura dello stesso Aspetto del Tempo asservita agli Dei Antichi; tuttavia egli rimase intrappolato nei flussi temporali, venendo liberato da Thrall solo nel periodo successiva al Cataclisma. In seguito, aiutato da membri dell'Orda, Nozdormu affrontò e uccise Murozond, mettendo fine al sabotaggio del corso temporale.
Dopo aver recuperato la sua sanità mentale, il signore dei draghi blu Malygos rimase profondamente contrariato dallo stato della magia ad Azeroth; nel periodo immediatamente seguente la sconfitta del Re dei Lich, decise quindi che alle razze mortali non poteva più essere permesso di continuare a praticare la magia arcana, visti i disastri che avevano causato. Il suo ragionamento non era del tutto sbagliato e, in linea di massima, era condivisibile anche dagli altri stormi di draghi: tuttavia il Plasmamagie rifiutò di discutere la cosa con gli altri Aspetti e, aiutato da alcuni membri del suo stormo, cominciò a prosciugare la magia arcana di Azeroth; al suo piano si opposero sin da subito i maghi mortali, capeggiati dal Kirin Tor di Dalaran e assistiti dall'Orda e dall'Alleanza; ben presto anche gli stormi rosso, verde e bronzeo, oltre che alcuni membri dello stesso stormo blu, si coalizzarono contro di lui, perché il suo operato stava provocando la morte di troppi innocenti e rischiava di compromettere l'equilibrio stesso del mondo. Malygos venne quindi ucciso durante la Guerra del Nexus. 
Dopo la sua morte, due draghi vennero candidati per succedergli come Aspetto della magia e quindi capo dello stormo blu: suo figlio Arygos e Kalecgos. Dopo un lungo dibattito, lo stormo blu scelse Kalecgos; Arygos, che era furioso con gli altri stormi per la morte di suo padre e si era quindi alleato segretamente con Alamorte, attaccò il Nexus alla testa di un gruppo di draghi del crepuscolo, ma venne sconfitto e ucciso.

### Dal Cataclisma in poi
L'anno seguente Alamorte ritornò ad Azeroth dalla sua tana a Rocciafonda; la sua violenta emersione attraverso il Maelstrom provocò il Cataclisma, una serie di disastri che sconvolse tutto il pianeta. Lo stormo nero e lo stormo del crepuscolo, assieme a molte altre forze al servizio degli Dei Antichi come il Martello del Crepuscolo, sferrarono una serie di violenti attacchi in tutta Azeroth, bersagliando in particolare gli stormi dei draghi, con lo scopo di portare la fine del mondo. I draghi e gli altri difensori di Azeroth, unendo le forze, riuscirono a respingere gli attaccanti uccidendo anche lo stesso Alamorte, ma per farlo gli altri quattro Aspetti dovettero sacrificare i poteri che li rendevano tali, di fatto ponendo fine al mandato che avevano ricevuto dai Titani. Oltre a divenire in generale più deboli, tutti i draghi persero anche la capacità di riprodursi. Inoltre, i draghi blu cominciarono ad abbandonare un po' alla volta il Nexus, proseguendo la propria strada ciascuno per conto suo, e lo stormo blu venne dissolto.
Nel frattempo, la femmina di drago rosso Rheastrasza era riuscita a purificare un uovo di drago nero, da cui nacque Irathion: egli giurò di sterminare tutti i draghi neri corrotti ancora in vita, e apparentemente vi riuscì. Sebbene su Azeroth lo stormo nero sia stato pressoché totalmente spazzato via (con l'eccezione dello stesso Irathion e di Ebyssian, un altro drago nero non corrotto che dimora tra i tauren delle Isole Disperse), nelle Terre Esterne ne sopravvive un gruppo guidato da Sabellian, figlio di Alamorte. 
Durante la terza invasione della Legione Infuocata, Ysera venne corrotta dall'Incubo di Smeraldo durante un'ennesima offensiva degli Dei Antichi; anche in questo caso l'attacco venne respinto, ma Tyrande Soffiabrezza ed alcuni avventurieri furono costretti ad uccidere Ysera.